# Terry Sawchuk
Terry Gordon Sawchuk (Winnipeg, 28 dicembre 1929 – New York, 31 maggio 1970) è stato un hockeista su ghiaccio canadese di origine ucraina. Giocava nel ruolo portiere ed è considerato tra i migliori nella storia della NHL.

## Carriera
Ha vinto quattro Stanley Cup, di cui tre con i Detroit Red Wings, squadra con cui ha giocato quattordici stagioni in tre diversi periodi e che ha ritirato il numero 1 in suo onore. Ha anche vinto quattro Vezina Trophy (uno condiviso) come portiere meno battuto del campionato. Nel 1971 è stato inserito nella Hockey Hall of Fame. È quinto nella classifica assoluta di vittorie per un portiere in NHL con 447 gare vinte.
Sawchuk rimase per quasi quindici anni a Detroit con la maglia dei Red Wings dal 1949 al 1964 eccetto il biennio 1955-57 trascorso con i Boston Bruins. Conclusa l'esperienza con i Red Wings giocò per tre stagioni con i Toronto Maple Leafs. Nel 1967 fu selezionato in occasione dell'NHL Expansion Draft dai Los Angeles Kings, formazione per cui militò un anno prima di tornare una terza volta a Detroit e prima del trasferimento nel 1969 ai New York Rangers.
Sawchuk era noto per gli oltre 400 punti di sutura che dovette ricevere nel corso della carriera, infatti per molti anni giocò senza alcuna maschera protettiva. Oltre a ciò ebbe numerosi problemi di salute fisici e psicologici, fra i quali depressione, esaurimenti nervosi, artrite, mononucleosi, numerosi infortuni alla schiena e danni a un polmone dopo un incidente stradale.
Poco tempo dopo la conclusione del campionato 1969-1970, Sawchuk ebbe un violento alterco con il compagno di squadra Ron Stewart riguardo alle spese casalinghe (vivevano assieme a Long Island), e subì gravi lesioni interne, che lo portarono alla morte il 31 maggio 1970, all'età di 40 anni. Stewart fu assolto dall'accusa di omicidio, poiché la morte di Sawchuk fu considerata accidentale (i due, inoltre, avevano assunto sostanze alcoliche).

## Palmarès

### Club
- Stanley Cup: 4

Detroit: 1951-1952, 1953-1954, 1954-1955
Toronto: 1966-1967
- Calder Cup: 1

Indianapolis: 1949-1950

### Individuale
- Hockey Hall of Fame: 1

1971
- Lester Patrick Trophy: 1

1971
- Calder Memorial Trophy: 1

1950-1951
- Dudley "Red" Garrett Memorial Award: 1

1948-1949
- Vezina Trophy: 4

1951-1952, 1952-1953, 1954-1955, 1964-1965
- NHL First All-Star Team: 3

1950-1951, 1951-1952, 1952-1953
- NHL Second All-Star Team: 4

1953-1954, 1954-1955, 1958-1959, 1962-1963
- NHL All-Star Game: 11

1950, 1951, 1952, 1953, 1954, 1955, 1956, 1959, 1963, 1964, 1968